# 거질미왕
거질미왕(居叱彌王, ? ~ 346년 7월 8일) 혹은 금물왕(今勿王)은 금관가야의 제4대 국왕(재위: 291년 1월 29일 ~ 346년 7월 8일)이다. 시호는 덕왕(德王)이다. 천소영(1990)은 거질미(居叱彌)를 '고마'(君·首>神)의 표기로 보았다.

## 생애
왕비는 아지부인(阿志夫人)이며 아간(阿干) 아궁(我躬)의 손녀이다. 아궁(我躬)의 본명은 아도(我刀)이며 수로왕이 탄강할 때 맞이한 구간(九干) 중 한명이다.
《삼국사기》와 《삼국유사》는 유례 이사금 14년에 297년 가야에 조공하던 이서고국(伊西古國)이 신라 수도 금성을 공격하였다고 한다. 하지만 신라의 반격으로 이서국이 신라에 편입됐다.

## 가계
- 부왕 : 마품왕(麻品王,馬品王, 208 ~291, 재위: 253~291)
- 모후 : 호구부인(好仇夫人, ?~ 292)
  - 국왕 : 거질미왕(居叱彌王, ? ~346 재위:291~346)
  - 왕비 : 아지부인(阿志夫人, ?~ 347), 아간(阿干) 아궁(阿躬)의 손녀
    - 장남 : 이시품왕(伊尸品王, ? ~407 재위:346~407)
    - 자부 : 정신부인(貞信夫人)

| 전 임 마품왕 | 제4대 가락국의 국왕 291년 1월 29일 ~ 346년 7월 8일 | 후 임 이시품왕 |

## 같이 보기
- 한국의 역사
- 가야
- 삼국 시대

1. ↑  천소영, 《고대국어의 어휘연구》, 고려대 민족문제연구소, 1990, 123쪽.